# Герб Сардуала
Ге́рб Сардуа́ла — офіційний символ містечка Сардуал, Португалія. Використовується як територіальний герб. У срібному щиті зелена ящірка. У главі щита португальський щиток, увінчаний золотою короною. Обабіч нього дві червоні лілії. У підніжжі щита, під ящіркою, така сама червона лілія. Щит увінчує срібна мурована містечкова корона з чотирма вежами.  Під щитом біла стрічка, на якій великими літерами напис португальською: «vila de Sardoal» (містечко Сардуал).  Офіційно затверджений 11 серпня 1947 року.  

## Галерея

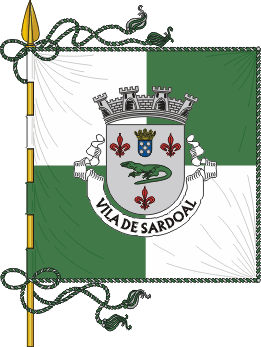
Прапор